# Cyfarthfa
Cyfarthfa är en community i Storbritannien.   Den ligger i kommunen Merthyr Tydfil och riksdelen Wales, i den södra delen av landet, 230 km väster om huvudstaden London.
Större delen av Cyfarthfa utgörs av bostadsområdena Gellideg och Heolgerrig som ligger i den västra delen av tätorten Merthyr Tydfil.